# Menschen am Sonntag
Menschen am Sonntag is een Duitse documentaire uit 1930 van een groep Berlijnse avant-garderegisseurs. De film geldt als een laat voorbeeld van nieuwe zakelijkheid in de Duitse cinema.

## Verhaal
Vier willekeurige Berlijners worden gevolgd op hun zondagse uitstapje. Zij kennen elkaar niet, maar komen uiteindelijk in contact.

## Rolverdeling
| Acteur                     | Personage                    |
| -------------------------- | ---------------------------- |
| Erwin Splettstößer         | Taxichauffeur Erwin          |
| Brigitte Borchert          | Platenhandelaarster Brigitte |
| Wolfgang von Waltershausen | Wijnhandelaar Wolfgang       |
| Christl Ehlers             | Figurante Christl            |
| Annie Schreyer             | Mannequin Annie              |
| Valeska Gert               | Valeska                      |
| Kurt Gerron                | Kurt                         |